# Pierre Rougé
Pour les articles homonymes, voir Rougé (homonymie).
Pierre Rougé, né le 1er mars 1911 à Paris et Mort pour la France le 20 juin 1941, dans le Djebel Kelb en Syrie, est un militaire et résistant français, Compagnon de la Libération.

## Biographie

### Jeunesse et formation
Fils d'un ingénieur principal du génie maritime, Pierre Rougé naît le 1er mars 1911 dans le 9e arrondissement de Paris. Après des études secondaires au lycée Rollin puis au lycée Saint-Louis, il effectue un an de droit à la faculté de droit de Paris.
En 1930, il intègre l'école spéciale militaire de Saint-Cyr dans la promotion Maréchal Joffre au sein de laquelle il côtoit d'autres futurs compagnons de la Libération tels que Henri Fougerat, André Geoffroy, Jacques Soufflet et Robert Quilichini. Sorti parmi les premiers en 1932, il est affecté au 8e régiment de tirailleurs sénégalais avec lequel il part pour l'Indochine. En plein coeur du pays Moï, dans l'actuel Cambodge, il commande plusieurs postes avancés et est promu lieutenant en 1934. Il revient en métropole en 1936 pour être muté au 23e régiment d'infanterie coloniale dans la région parisienne. En mai 1938, il part pour l'Afrique où il rejoint les rangs du Régiment de tirailleurs sénégalais du Tchad. Commandant du poste de Moussoro, il s'y trouve encore lorsqu'éclate la seconde guerre mondiale.

### Seconde Guerre mondiale
Après la déclaration de guerre, Pierre Rougé est affecté au Bataillon de renfort no 4, unité temporaire formé d'hommes du RTST et destinée à partir combattre en métropole. Déplacé à Pointe-Noire pour y embarquer, le bataillon ne part finalement pas, l'armistice du 22 juin 1940 ayant été signé entretemps. Stationné à Brazzaville, Pierre Rougé qui désapprouve l'armistice participe avec Raymond Delange au ralliement du Congo français à la France libre le 28 août en arrêtant le gouverneur-général Husson resté fidèle au régime de Vichy,. Le bataillon de renfort no 4 est alors renforcé et prend l'appellation de Bataillon de marche no 1 (BM1),. Promu capitaine, Pierre Rougé prend la tête de la 2e compagnie du BM1 qui est lui commandé par Raymond Delange,. Le capitaine Rougé participe à la campagne du Gabon en novembre 1940 puis entame avec son unité un long voyage à travers l'Afrique en direction du Moyen-Orient,. Durant le trajet, il est condamné à mort par les autorités de Vichy qu'il finit par combattre lors de la campagne de Syrie en juin 1941
.
Le 20 juin 1941, alors que le BM1 opère aux portes de Damas, sur le Djebel Kelb, Pierre Rougé mène sa compagnie à l'assaut d'une position ennemie,. Au cours de l'attaque, il est tué d'une balle en plein coeur,. D'abord inhumé à Damas, il est ensuite rapatrié en France et réinhumé au cimetière du Père-Lachaise à Paris.

## Décorations
|  |  |  |  |  |  |  |  |  |
|  |  |  |  |  |  |  |  |  |
|  |  |  |  |  |  |  |  |  |

| Chevalier de la Légion d'Honneur                 | Chevalier de la Légion d'Honneur                 | Chevalier de la Légion d'Honneur                 | Compagnon de la Libération Par décret du 9 septembre 1942 | Compagnon de la Libération Par décret du 9 septembre 1942 | Compagnon de la Libération Par décret du 9 septembre 1942 | Croix de guerre des Théâtres d'Opérations Extérieurs Avec une palme  | Croix de guerre des Théâtres d'Opérations Extérieurs Avec une palme  | Croix de guerre des Théâtres d'Opérations Extérieurs Avec une palme  |
| Médaille de la Résistance française Avec rosette | Médaille de la Résistance française Avec rosette | Médaille de la Résistance française Avec rosette | Médaille coloniale Avec agrafe "Indochine"                | Médaille coloniale Avec agrafe "Indochine"                | Médaille coloniale Avec agrafe "Indochine"                | Médaille commémorative des services volontaires dans la France libre | Médaille commémorative des services volontaires dans la France libre | Médaille commémorative des services volontaires dans la France libre |
| Chevalier de l'Ordre royal du Cambodge           |                                                  |                                                  |                                                           |                                                           |                                                           |                                                                      |                                                                      |                                                                      |

## Hommages
- À Paris, son nom est inscrit sur le Monument aux Morts du 9e arrondissement, ainsi que sur une plaque commémorative au sein de l'église Saint-Jacques-du-Haut-Pas dans le 5e arrondissement[7],[8].